# Испанский пояс

Флаг Испании

Испанский пояс (англ. Spanish fess) — горизонтальный триколор, у которого средняя полоса в два раза больше каждой из крайних полос и составляет 1/2 ширины флага. Термин получил своё название от флага Испании, на котором впервые была использована данная конфигурация. Позднее это определение стало распространяться на все горизонтальные триколоры, имеющие более широкую среднюю полосу (необязательно вдвое превышающую по ширине крайние). Испанский пояс достаточно распространён. Примеры можно найти на государственном флаге Ливии, Лаоса, Камбоджи, Ливана; флаге Краснодарского Края, Автономной Республики Крым, Берлина и других.

## Галерея

Флаг Ливана
Флаг Ливии
Флаг Камбоджи
Флаг Лаоса
Флаг Краснодарского края